# Казарян Геворг Гарнікович
Гево́рг Га́рнікович Казаря́н (вірм. Գեւորգ Գառնիկի Ղազարյան, нар. 5 квітня 1988, Єреван) — вірменський футболіст, півзахисник та нападник португальського клубу «Марітіму» та національної збірної Вірменії.

## Клубна кар'єра
Дорослу футбольну кар'єру розпочав 2004 року, приєднавшись до складу єреванського «Пюніка», де спочатку грав за другу команду клубу, а вже з наступного року почав потрапляти до складу основної команди, в якій поступово ставав одним з найкращих бомбардирів.
Другу половину 2007 року провів в оренді в іншому вірменському клубі, «Бананці», після чого повернувся до «Пюніка». 2010 року розділив з партнером по команді, Маркосом Пізеллі, лаври найкращого бомбардира першості країни.
Влітку 2011 року уклав контракт з представником української Прем'єр-ліги донецьким «Металургом». Дебютував у складі донецької команди 10 липня 2011 року у першій же її грі сезону 2011-12 проти одеського «Чорономорця».
19 липня 2012 року в матчі Ліги Європи проти чорногорського «Челіка» зробив свій перший хет-трик за Металург та віддав одну гольову передачу, тим самим український клуб виграв з рахунком 7:0.
У червні 2013 року покинув клуб і відправився до кінця 2013 року в оренду в карагандинський «Шахтар», де, щоправда, закріпитись не зміг, провівши лише три матчі і у січні 2014 року повернувся в Донецьк.
Другу половину сезону 2013/14 Казарян провів в «Металурзі», зігравши 10 матчів, в яких забив один гол і віддав одну результативну передачу. 
Влітку перейшов в пірейський «Олімпіакос», підписавши трирічний контракт, але вже через пів року перейшов у інший грецький клуб «Керкіра», проте закріпитись в Греції так і не зумів, і влітку залишив клуб.

## Виступи за збірну
Залучався до складу юнацьких та молодіжних збірних Вірменії.

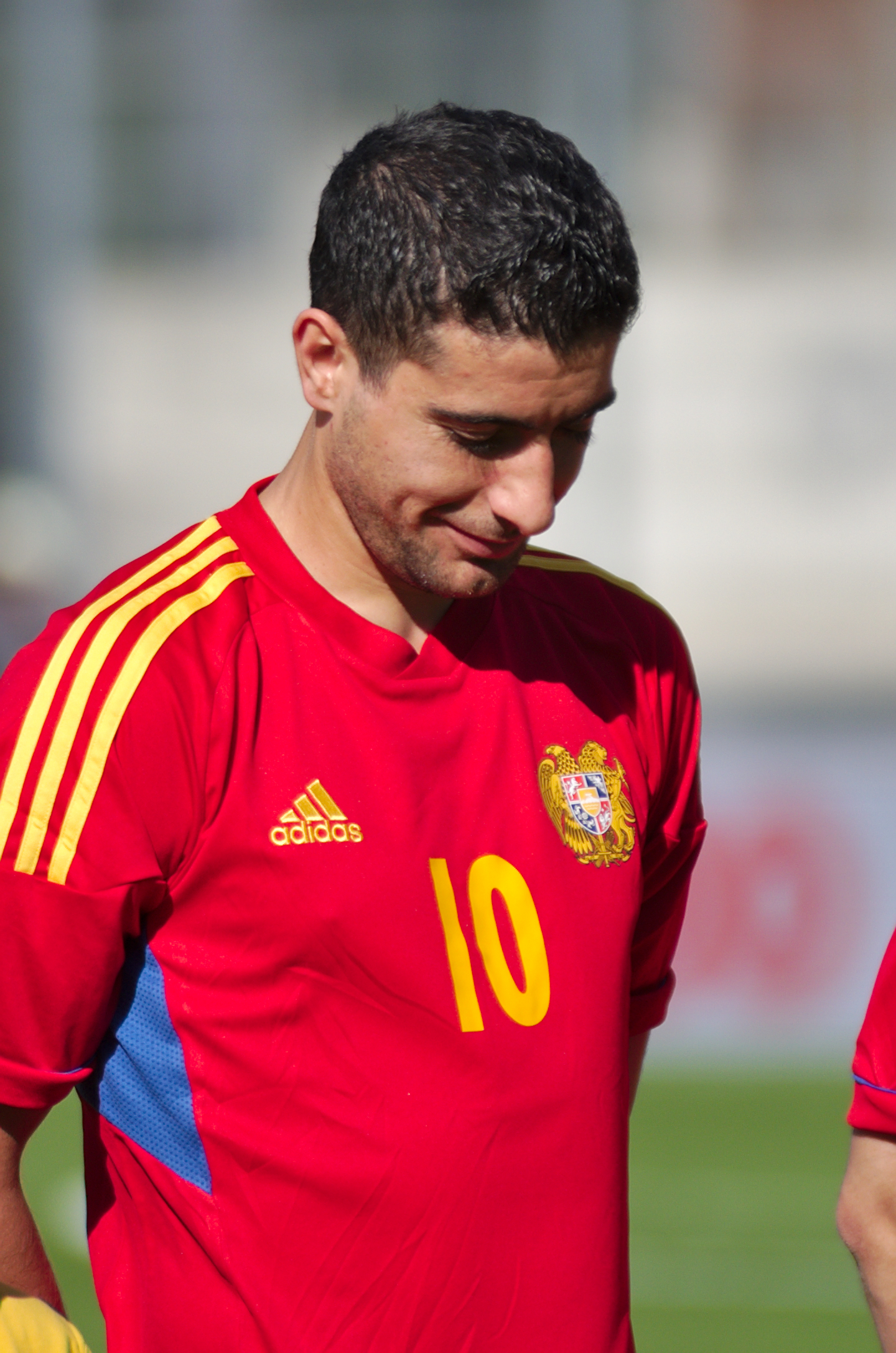
У матчі за збірну Вірменії. 31 травня 2014 року

Дебютував у складі молодіжної збірної 17 травня 2006 року у відбірковому матчі проти збірної Сан-Марино. На 63-й хвилині цього матчу 18-річний Казарян замінив Армена Тиграняна. Перемігши з рахунком 2:1 з'ясувалося, що за вірменську команду зіграв дискваліфікований гравець, через що вірмени отримали технічну поразку — 0:3. Але у матчі-відповіді молодіжна збірна Вірменії перемогла з рахунком 4:0 і вийшла в наступний етап. Один з цих м'ячів на 66-й хвилині забив Казарян, тим самим відкривши рахунок своїм голам за молодіжку.
2007 року був викликаний до лав національної команди. У тому ж році, 22 серпня, дебютував у національній збірній в матчі проти збірної Португалії. Цей матч був відбірковим до Євро-2008. Матч відбувся в Єревані на Республіканському стадіоні та завершився сенсаційною нічиєю — 1:1. Причому португальської команді довелося відіграватися. Сам Казарян вийшов на заміну на 58 хвилині замінивши Генріха Мхітаряна.
11 вересня 2012 року в відбірковому матчі Чемпіонату світу між збірними Болгарії та Вірменії, Геворг Казарян був видалений з поля за удар м'ячем по хлопчикові, що подає м'ячі.
| #  | Дата            | Місце                                           | Противник          | Рахунок | Результат | Змагання         |
| -- | --------------- | ----------------------------------------------- | ------------------ | ------- | --------- | ---------------- |
| 1. | 28 березня 2009 | Республіканський стадіон, Єреван, Вірменія      | Естонія            | 2-2     | 2-2       | Відбір до ЧС2010 |
| 2. | 8 жовтня 2010   | Республіканський стадіон, Єреван, Вірменія      | Словаччина         | 2-1     | 3-1       | Відбір до ЧЄ2012 |
| 3. | 12 жовтня 2010  | Республіканський стадіон, Єреван, Вірменія      | Андорра            | 1-0     | 4-0       | Відбір до ЧЄ2012 |
| 4. | 2 вересня 2011  | Комуналь д'Айшовалль, Андорра-ла-Велья, Андорра | Андорра            | 0-2     | 0-3       | Відбір до ЧЄ2012 |
| 5. | 6 вересня 2011  | Штадіон под Дубном, Жиліна, Словаччина          | Словаччина         | 0-3     | 0-4       | Відбір до ЧЄ2012 |
| 6. | 7 жовтня 2011   | Республіканський стадіон, Єреван, Вірменія      | Північна Македонія | 4-1     | 3-0       | Відбір до ЧЄ2012 |
| 7. | 5 червня 2012   | Республіканський стадіон, Єреван, Вірменія      | Казахстан          | 1-0     | 3-0       | Товариський матч |
| 8. | 5 червня 2012   | Республіканський стадіон, Єреван, Вірменія      | Казахстан          | 2-0     | 3-0       | Товариський матч |
| 9. | 6 вересня 2013  | Еден Арена, Прага, Чехія                        | Чехія              | 1-2     | 1-2       | Відбір до ЧС2014 |

## Досягнення

### Командні
«Пюнік»

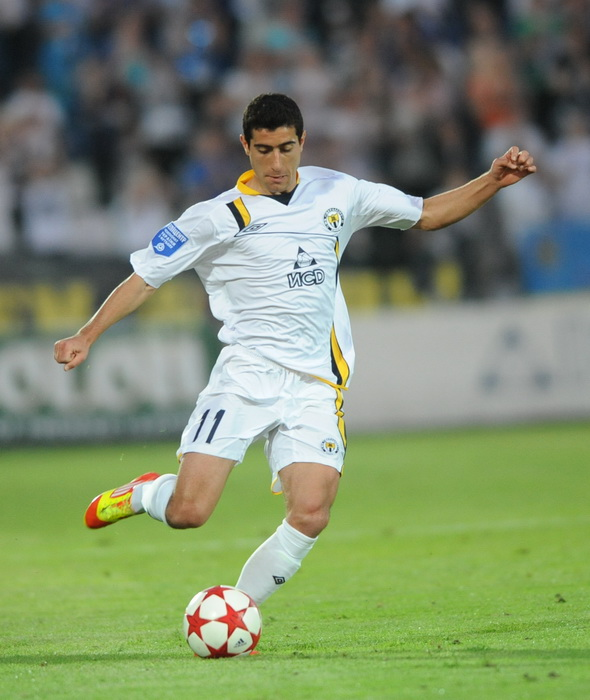
Геворг Казарян під час виступів за «Металург». 28 квітня 2012 року

- Чемпіон Вірменії (6) : 2005, 2006, 2008, 2009, 2010, 2021-22
- Володар Кубка Вірменії (2) : 2009, 2010
- Фіналіст Кубка Вірменії: 2006
- Володар Суперкубка Вірменії (3) : 2007, 2008, 2010

 «Бананц»
- Срібний призер чемпіонату Вірменії: 2007
- Володар Кубка Вірменії (1) : 2007

 «Металург» (Донецьк)
- Фіналіст Кубка України: 2011/12
- Фіналіст Суперкубка України: 2012

 «Шахтар» (Караганда)
- Володар Кубка Казахстану (1) : 2013

 «Олімпіакос»
- Чемпіон Греції (1) : 2014/15
- Володар Кубка Греції (1) : 2014/15

### Особисті
- Найкращий молодий футболіст чемпіонату Вірменії: 2007
- найкращий бомбардир чемпіонату Вірменії: 2010
- Найкращий гравець місяця в «Металурзі»: вересень 2011
- У списку 33 найкращих футболістів казахстанської Прем'єр-Ліги (1) : № 2 (2013)